# Жоффруа Гишар (стадион)
«Жоффруа́ Гиша́р» (фр. Stade Geoffroy-Guichard) — многофункциональный стадион в городе Сент-Этьен, Франция. В основном он используется для проведения домашних футбольных матчей команды «Сент-Этьен». Стадион принимал матчи чемпионата Европы 1984 года, чемпионата мира по футболу 1998 года, Кубка конфедераций 2003 года, чемпионата Европы по футболу 2016 года. Также на стадионе проходили матчи Кубка мира по регби в 2007 году. Вместимость стадиона составляет 35 616 зрителей.

## История
«Жоффруа Гишар» был открыт 13 сентября 1931 года. Стадион был назван в честь Жоффруа Гишара, основателя сети продуктовых магазинов «Казино». Также он был владельцем земли, принадлежавшей его семье, на которой была возведена эта арена.
Стадион несколько раз реконструировали, в частности, для проведения крупных футбольных соревнований. Первый раз в 1984 году для проведения на нем игр чемпионата Европы по футболу 1984 года. Второй раз, в 1998 году, для матчей чемпионата мира.
История арены началась в 1931 году, когда стадион состоял из футбольного поля, беговых дорожек на 400 метров и трибуной на 800 мест. Под трибуной были расположены раздевалки, душевые и офис. Максимальная вместимость стадиона составляла 10 000 зрителей.
В 1956 году была убрана беговая дорожка, трибуны стали ближе к полю в «английском стиле».
14 июня 1965 года стадион перешёл во владения администрации города Сент-Этьена. Она соглашается на сделку по аренде стадиона на 30 лет за символический 1 франк. В том же году было обновлено освещение стадиона, что позволило играть матчи в вечернее время.
С декабря 1982 года по февраль 1984 года проводилась первая грандиозная реконструкция к чемпионату Европы по футболу 1984 года. Были установлены дополнительные трибуны и реконструированы южная и северная трибуны. Вместимость стадиона возросла до 48 000 мест. Новое световое табло дало возможность видеть составы команд, счет и время матча.
В 1998 году были убраны дополнительные трибуны, а стоячие места переделаны в сидячие. После чего вместимость стадиона остановилась на отметке 35 616 зрителей.
В 2009 году сопредседатели «Сент-Этьена» упомянули о возможности строительства нового стадиона для клуба, в связи с недостаточной способностью нынешнего принимать матчи клуба. Это предложение было негативно воспринято со стороны болельщиков команды и четырёх основных фанатских группировок. Они даже организовали демонстрацию, которая прошла 4 июля 2009 года. В итоге было принято решение о реконструкции «Жоффруа Гишара».
Работы начались в мае 2011 года и продолжатся до июня 2014 года. Они будут включать в себя поочередное закрытие каждой из четырёх действующих трибун и состоять из трёх фаз.

## Трибуны
Вместимость стадиона составляет 35 616 зрителей. Он был построен в «английском стиле» без каких-либо угловых трибун. Каждая из четырёх отдельных трибун имеет своё название и своё количество мест:
- Трибуна «Шарль Паре» (северная трибуна): 8 541 место
- Трибуна «Жан Снелла» (южная трибуна): 8 767 мест
- Трибуна «Анри Пуэн» (восточная трибуна): 10 315 мест
- Трибуна «Пьер Форан» (западная трибуна): 7 993 места

Стадион был несколько раз реконструирован, в частности для проведения крупных футбольных соревнований. Эти строительные работы повлияли на вместимость стадиона в разные годы его эксплуатации:
- 1 800 мест (1931)
- 5 000 мест (1935)
- 15 000 мест (1938)
- 30 000 мест (1957)
- 39 570 мест (1968)
- 48 274 места (включая 22 000 сидячих мест) (1984)
- 35 616 мест (1998)

В 2009 году сопредседатели «Сент-Этьена» упомянули о возможности строительства нового стадиона для клуба, в связи с недостаточной способностью нынешнего принимать матчи клуба. Это предложение было негативно воспринято со стороны болельщиков команды и четырёх основных фанатских группировок. В итоге было принято решение о реконструкции «Жоффруа Гишара».
Работы начались в мае 2011 года и продолжатся до июня 2014 года. Они будут включать в себя поочередное закрытие каждой из четырёх действующих трибун и состоять из трёх фаз:
- июнь 2011 — июнь 2012: Реконструкция трибуны Шарль Паре.
- июнь 2012 — июнь 2013: Реконструкция трибун Жан Снелла, Анри Пуэн и северной части Пьер Форан.
- июнь 2013 — июнь 2014: Реконструкция южной стороны трибуны Пьер Форан.

## Галерея

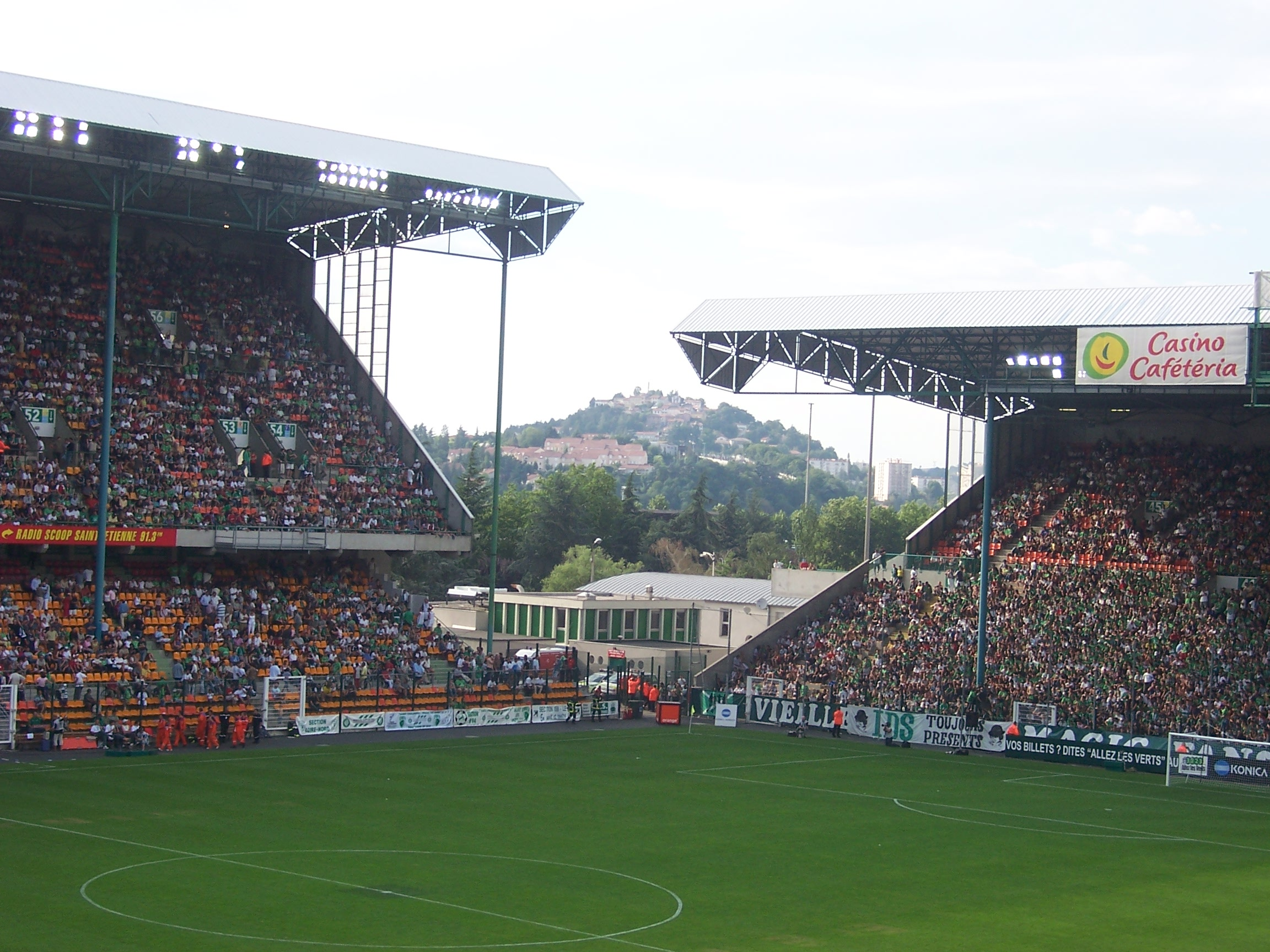
Стадион Жоффруа Гишар
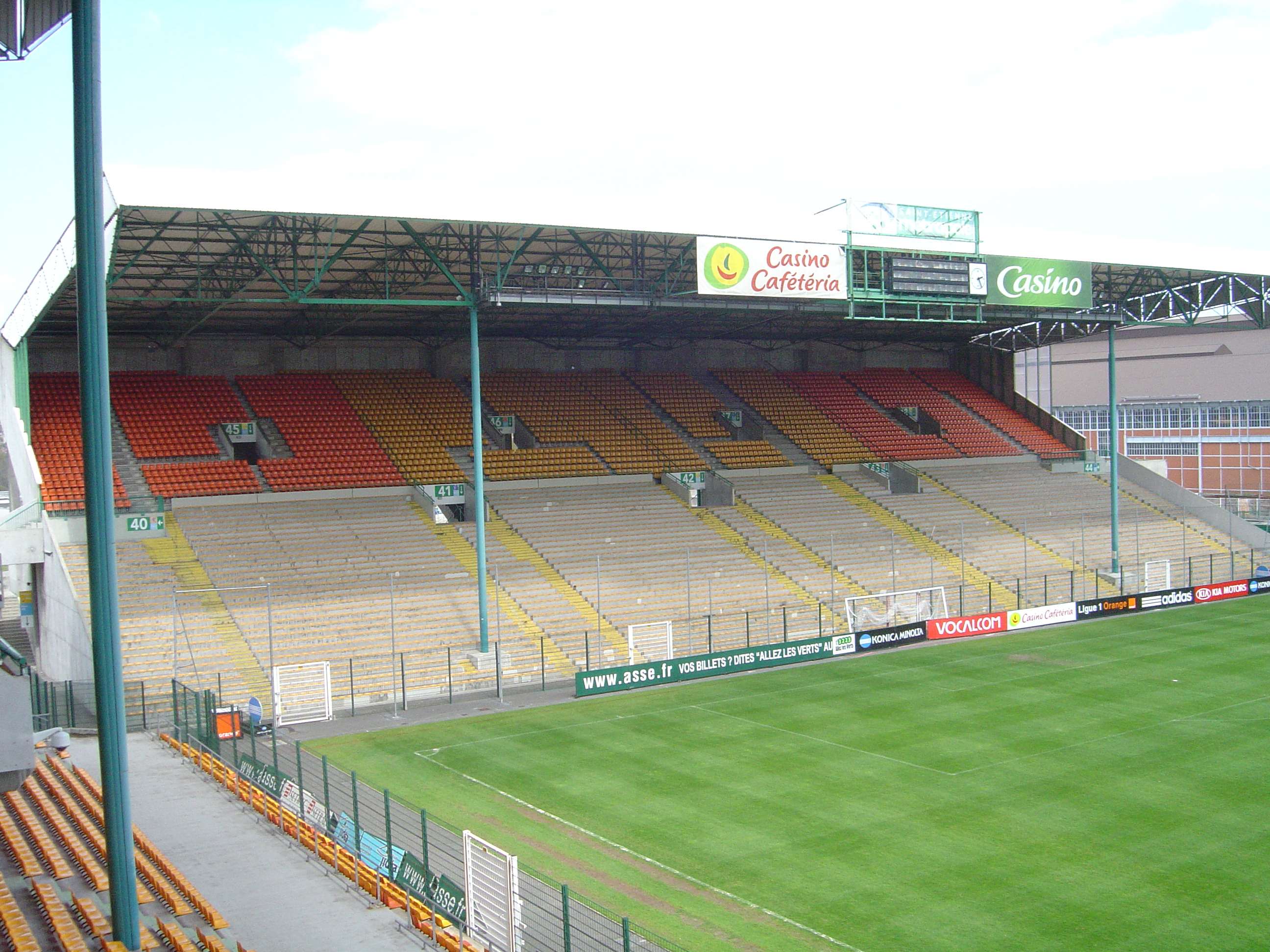
Трибуна Шарль Паре
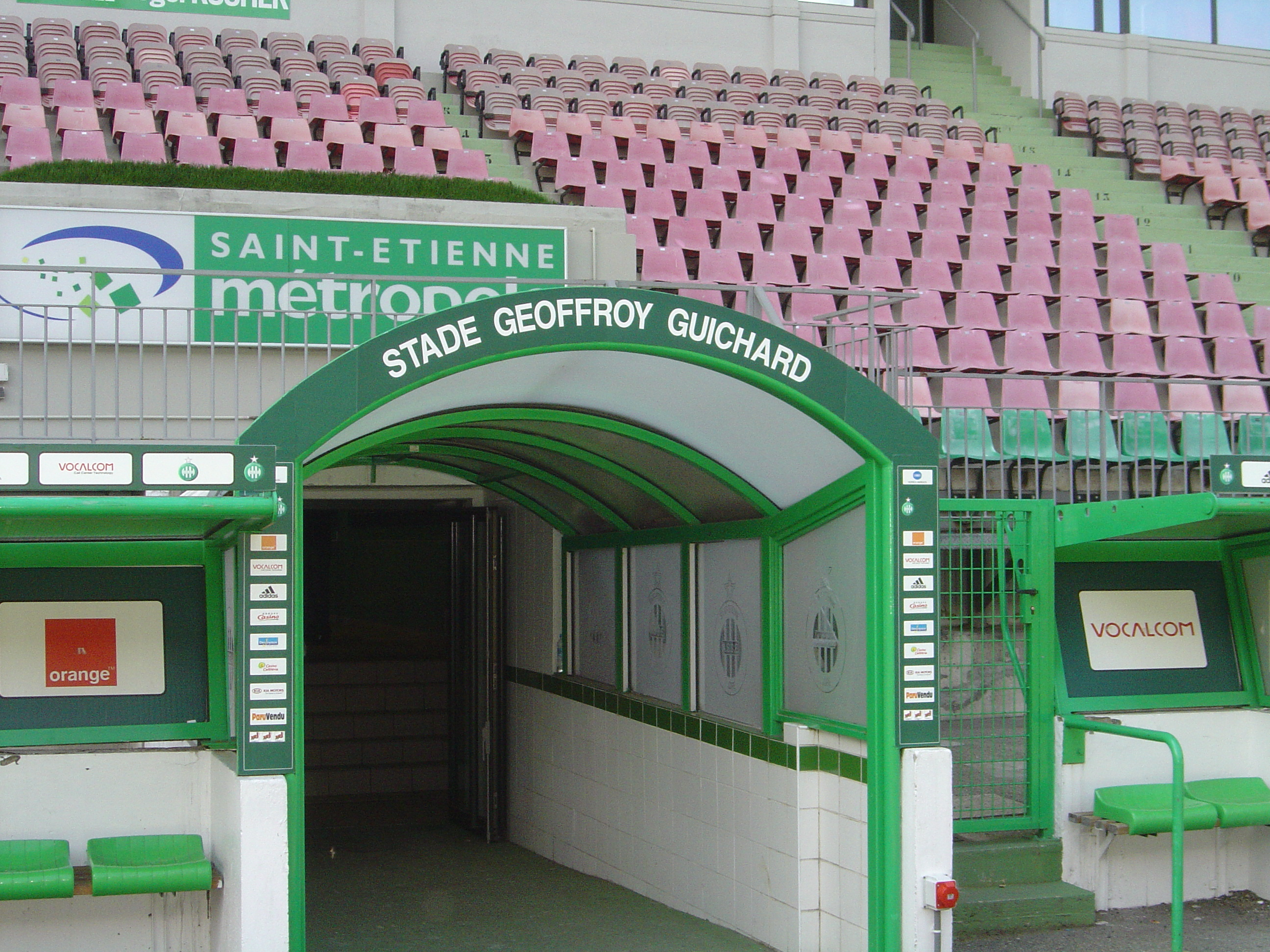
Тоннель из раздевалок
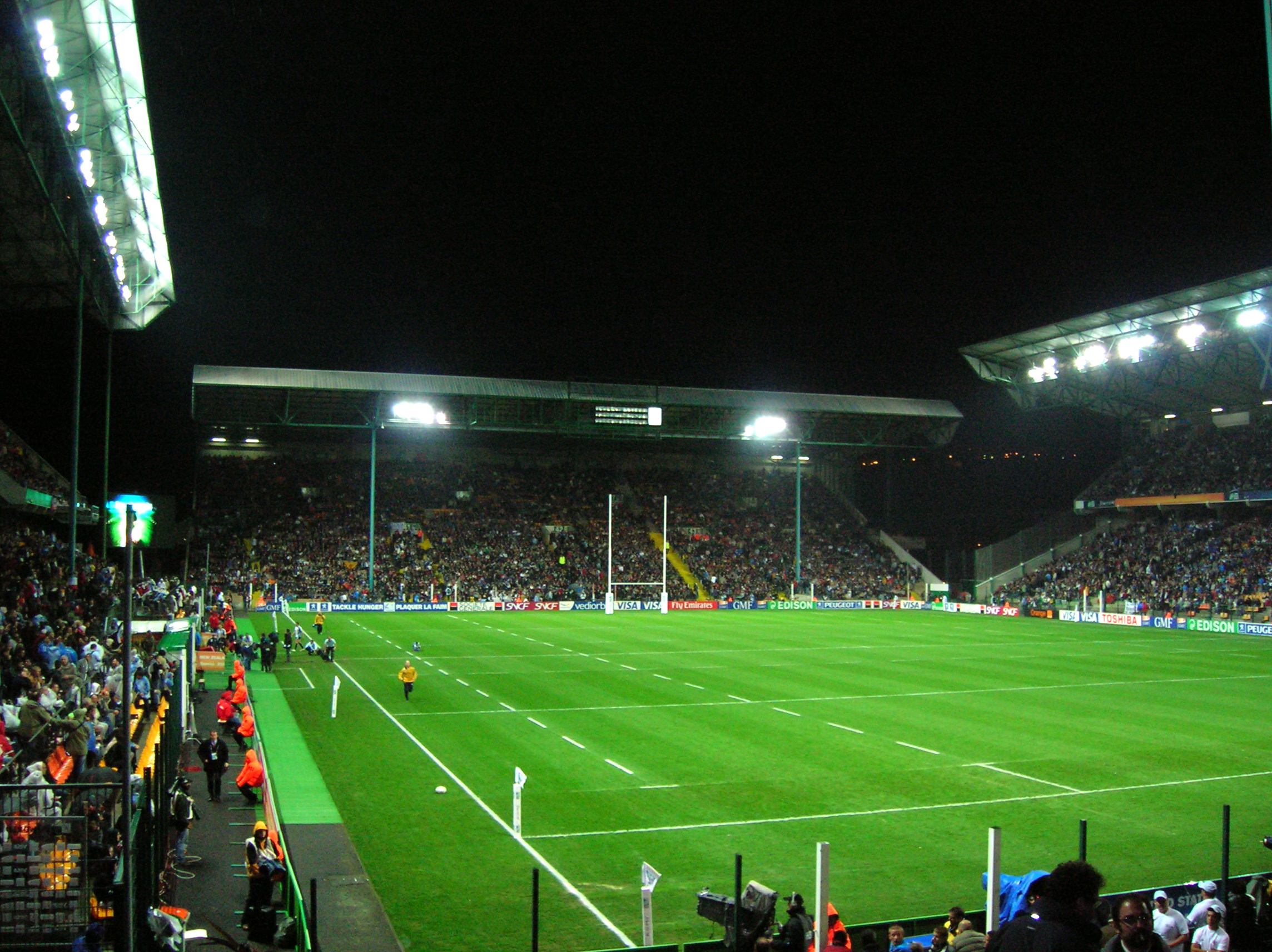
Аншлаг на стадионе